# Reino da Caquécia
O Reino da Caquécia (em georgiano: კახეთის სამეფო; soletra-se também: Kaxet'i ou Kakhetia) foi uma monarquia que governou na Geórgia oriental entre 1465 e 1762. Centrado na província da Caquécia, sua primeira capital foi Gremi e a última foi Telavi. O reino surgiu de um processo de separação do Reino da Geórgia em 1465.

## Início
A emergência do Reino da Caquécia resultou na divisão da Geórgia, que aconteceu por meio de guerras fratricidas desde a segunda metade do século XV. Isso ocorreu quando o rei Jorge VIII, que era um usurpador do trono da Geórgia, foi capturado pelo servo Qvarqvare III, Duque de Mesquécia, em 1465, e destronado em favor de Pancrácio VI. Ele então se autonomeou líder independente de Caquécia, a província no extremo leste da Geórgia, concentrada nos rios Alazani e Iori, onde permaneceu, como um anti-rei, até sua morte em 1476. Mesmo com essas dificuldades, Constantino II, rei de uma Geórgia reduzida, foi obrigado a sancionar a nova ordem das coisas. Ele reconheceu, em 1490, Alexandre I, filho de Jorge VIII, como rei de Caquécia no leste, e em 1491 Alexandre II, filho de Pancrácio VI, como rei de Imerícia no oeste, deixando para si o controle do Reino de Cártlia. Desse modo uma divisão tripartite do reino da Geórgia foi consumada.
Diferente das outras partes da Geórgia, a Caquécia foi poupada, durante aquele tempo, de grandes invasões estrangeiras e agitação interna significativa. Mais na frente, o reino teve vantagens sobre outras partes da Geórgia em participar da rota da seda flanqueando a importante Guilão-Shamakhi-Astracã. O governo da Caquécia participou ativamente dessa troca, tecendo a vida econômica do leste da Transcaucásia e do Irão. As extensas terras férteis da Caquécia resultaram em uma prosperidade que não se observava em outras partes da Geórgia fragmentada. Essa relativa estabilidade aumentou o poder dos monarcas e o número de apoiadores deles entre a nobreza.

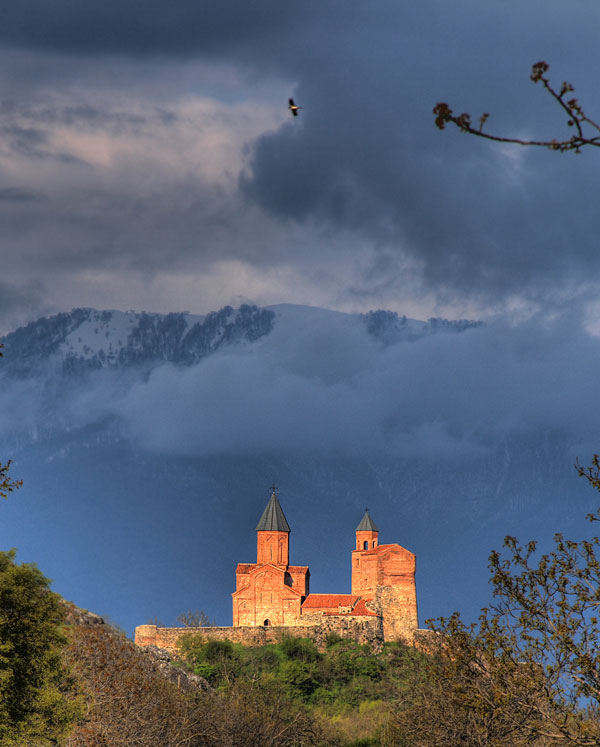
As ruínas do castelo real em Gremi.

Com a emergência dos grandes impérios do leste – O Império Otomano e o Império Safávida — os reis da Caquécia usaram uma cuidadosa estratégia de equilíbrio, e tentaram fazer uma aliança com os líderes da Moscóvia contra os shamkhals de Tarki no norte do Cáucaso. Um acordo de paz otomano-safávida ocorreu em Amásia em 1555, e esse acordo deixou a Caquécia sob influência do Império Safávida. Mas os líderes locais ainda possuíam bastante autonomia e estabilidade, mostrando boa vontade para cooperar com seus senhores safávidas. Mesmo assim, em 1589, Alexandre II de Caquécia oficialmente formou uma aliança com o czar Teodoro I da Rússia, a qual nunca se concretizou. Em 1605, com o assassinato de Alexandre em um golpe patrocinado pelo Império Safávida e feito por seu próprio filho Constantino I, convertido ao islã, a estabilidade da Caquécia começou a se reverter. O povo se recusou a aceitar o assassinato de Alexandre e depôs o seu filho, forçando o relutante xá Safávida Abas I a reconhecer como novo rei Teimuraz I, sobrinho de Constantino e governante nomeado pelos rebeldes. Assim começou o longo e instável reinado de Teimuraz (1605–1648) em conflito com os safávidas.

## Hegemonia Iraniana

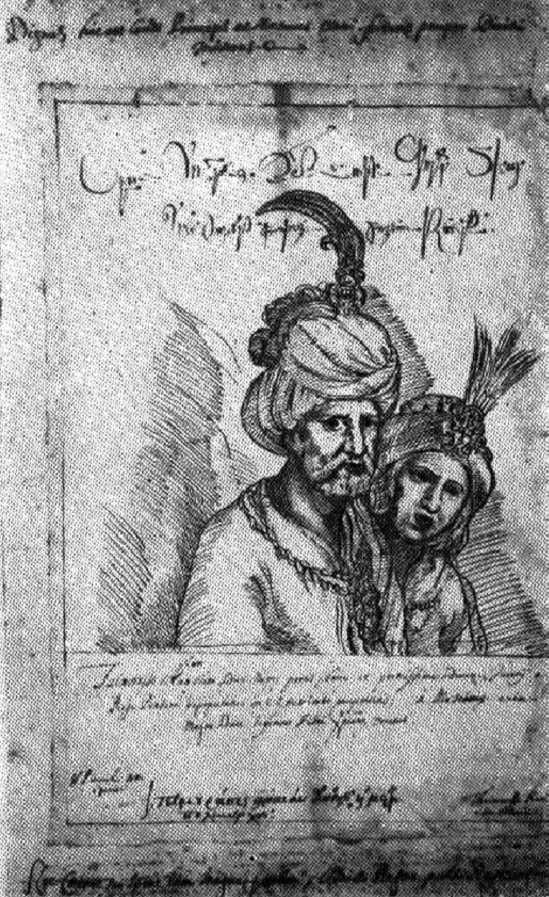
Teimuraz I de Caquécia e sua esposa Khorashan

Em meados da década de 1610, o xá Abas I renovou seus esforços para trazer a Geórgia ao Império Safávida e invadiu a Caquécia diversas vezes em 1614, 1615 e 1616. Em várias revoltas georgianas e represálias iranianas, sessenta a setenta mil pessoas foram mortas, e mais de cem mil cidadãos da Caquécia foram deportados para o Irão. A população da Caquécia caiu dois terços; grandes cidades  como Gremi e Zagemi se tornaram vilas insignificantes; a agricultura caiu e o comércio sofreu uma paralisação. Em 1648, o infatigável Teimuraz foi finalmente deposto. Os safávidas assumiram o controle da Caquécia e implementaram uma política para juntar a população nativa com tribos turcas nômades. Ao mesmo tempo, os povos montanheses do Daguestão começaram a atacar e colonizar o território da Caquécia.
Em 1659, os caquécios iniciaram uma insurreição, massacraram os nômades e entregaram seu território a Vactangue V de Cártlia, um muçulmano georgiano governante do Reino de Cártlia, que tentou obter a permissão do xá para nomear seu filho Archil como rei de Caquécia. Por um tempo, os dois reinos do leste da Geórgia foram unidos por Xá-Navaz e seu filho, e um período de relativa paz foi alcançado. Archil fez de Telavi sua capital, no lugar de Gremi que havia sido arrasada pelos invasores iranianos, e implementou um programa de reconstrução. Entretanto, a situação durou pouco. A ascensão de Archil na Caquécia marcou o começo de uma rivalidade entre duas casas Bagrationi — os Mukhrani, à qual Archil pertencia, e a Casa da Caquécia, que perdeu o trono durante a ascensão de Teimuraz I.
De 1724 a 1744, a Caquécia sofreu várias ocupações do Império Otomano e do Império Safávida. Entretanto, os serviços do príncipe da Caquécia a Nader Xá na luta contra os otomanos resultaram na anulação, em 1743, de um grande imposto que era pago à corte iraniana pela Caquécia. A cooperação de Teimuraz II com Nader fez com que ele mantivesse seu poder em Cártlia e na Caquécia, ganhando reconhecimento como rei de Cártlia e de seu filho, Heráclio II, como rei da Caquécia. Ambos os monarcas foram coroados de acordo com a tradição cristã em 1745. Eles expulsaram a influência do Irão na região depois do assassinato de Nader Xá em 1747 e se autoconcederam reinados virtualmente independentes. Seus reinados ajudaram a estabilizar o país; a economia começou a se reativar, e os ataques do Daguestão foram reduzidos, embora não eliminados. Quando Teimuraz faleceu no dia 8 de janeiro de 1762, Heráclio lhe sucedeu, unindo o leste da Geórgia como um único estado pela primeira vez em três séculos.